# Dumbo (película de 2019)
Dumbo es una película de aventuras y fantasía, estadounidense dirigida por Tim Burton, con un guion escrito por Ehren Kruger. Está basada en el relato homónimo escrito por Helen Aberson y Harold Pearl, y es en gran parte una adaptación de la película animada de 1941 de Walt Disney del mismo nombre. Está protagonizada por Colin Farrell, Eva Green, Michael Keaton, Danny DeVito, Nico Parker y Alan Arkin. La película fue estrenada el 29 de marzo de 2019.

## Sinopsis
El dueño del circo, Max Medici, recluta a la exestrella Holt Farrier y a sus hijos Milly y Joe para cuidar a un elefante recién nacido cuyas orejas demasiado grandes lo convierten en un animal de risa en un circo que ya está en mala posición. Pero cuando descubren que Dumbo puede volar, el circo se recupera increíblemente, atrayendo al empresario persuasivo V.A. Vandevere, quien recluta el peculiar paquidermo para una película de entretenimiento. Dumbo se eleva a nuevas alturas junto a una encantadora y espectacular artista aérea, Colette Marchant, hasta que el  empresario V.A. se entera de que debajo de su brillante apariencia, el circo esto lleno de secretos oscuros.

## Argumento
En 1919, el actor ecuestre y amputado de la Primera Guerra Mundial, Holt Farrier regresa después de la guerra al "Circo de los hermanos Medici", dirigido por Max Medici. El circo ha tenido problemas financieros debido a la Pandemia de Gripe de 1918 y Medici se ha visto obligado a vender los caballos del circo después de que la esposa de Holt y su co-intérprete, Annie, muriera a causa del brote de gripe española, por lo que Medici reasigna a Holt como cuidador del elefante asiático preñada del circo, la "Señora Jumbo". La Sra. Jumbo pare a una cría con orejas inusualmente grandes, por lo cual Medici ordena a Holt que lo oculte antes de permitir que el público vea a la cría. Sin embargo, la cría revela accidentalmente sus orejas en su presentación de debut, y la multitud burlonamente, llama a la cría "Dumbo" mientras le arroja cacahuetes y otros objetos. La Sra. Jumbo, horrorizada y enfurecida por el maltrato de su hijo, irrumpe en el escenario, causando grandes daños y matando accidentalmente a un manipulador abusivo durante la gira en Joplin, Misuri.
Luego, para prevenir un problema de relaciones públicas, Medici recurre a vender a la Sra. Jumbo. El hijo y la hija de Holt, Joe y Milly Farrier, consolan a Dumbo y descubren que puede volar batiendo sus orejas. Los niños también descubren que las plumas son la clave de Dumbo para volar.
En otra actuación, Dumbo interpreta el papel de un payaso bombero para apagar un incendio con agua rociada desde su trompa, pero la actuación sale mal y Dumbo queda atrapado en una plataforma alta rodeado por las llamas. Milly arriesga audazmente su vida para entregarle una pluma, dándole la confianza para volar. La audiencia se asombra cuando Dumbo vuela y la noticia de su talento comienza a extenderse. V.A. Vandevere, el empresario y propietario de un parque de diversiones bohemio llamado Dreamland en la ciudad de Nueva York, se acerca a Medici y propone una colaboración; Medici se convertiría en el compañero de Vandevere y la compañía del "Circo de los hermanos Medici" sería contratada para actuar en Dreamland. Más tarde, Vandevere exige que Dumbo vuele con la artista francés de trapecio, Colette Marchant. La presentación debut de Colette y Dumbo en Dreamland se arruina, ya que Dumbo casi se cae de una plataforma alta que lo lleva a la trompeta de alarma, ya que no había una red de seguridad. Dumbo escucha el llamado de su madre en respuesta y se da cuenta de que su madre está en una exhibición en otra parte de Dreamland. Dumbo sale volando de la carpa del circo, reuniéndose con su madre, para decepción de la audiencia. Ante el temor de que la Sra. Jumbo se convierta en señuelo y arruine su reputación, Vandevere ordena a su esposa que termine. Vandevere también despide a todos los artistas de Medici de Dreamland.
Cuando Holt y el resto de la compañía de Medici se enteran de que Vandevere tiene la intención de matar a la madre de Dumbo, deciden liberarla tanto a ella como a Dumbo. Los artistas del circo utilizan sus diversos talentos para sacar a la Sra. Jumbo de su recinto mientras Holt y Colette guían a Dumbo para que salga del circo. Vandevere intenta detenerlos, pero comienza un incendio provocado por una mala gestión del sistema eléctrico de Dreamland, que se propaga y destruye el parque. Después de que Dumbo salva del incendio a Holt y a su familia, Holt, Colette, los niños y la compañía traen a Dumbo y su madre al puerto, donde abordan un barco de regreso a su hogar natal en la India. Posteriormente, se restablece el renombrado "Circo de los hermano Medici" (mientras se da a entender que Vandevere fue arrestado y juzgado por mala conducta) y florece con Colette como el miembro más nuevo de la compañía, Milly como presentadora de una exhibición de conferencias de ciencia, y artistas vestidos como animales en fila, por la nueva política del circo de no usar animales salvajes en cautiverio para entretenimiento. Mientras tanto, Dumbo y su madre se reúnen con una manada de elefantes salvajes que aplauden a sus nuevos miembros mientras vuela con alegría para su futuro por venir.

## Personajes
- Dumbo, un elefante asiático recién nacido y el protagonista titular.
- Colin Farrell como Holt Farrier, un veterano de guerra y estrella de circo de Kentucky que es contratado por Medici para cuidar del elefante recién nacido.[2][3]
- Sra. Jumbo, una elefanta asiática y la madre de Dumbo.
- Eva Green como Colette Marchant, una artista de trapecio francesa que actúa en el circo.[4]
- Michael Keaton como V.A. Vandevere, un cruel y enigmático empresario que adquiere el circo para explotar el elefante protagónico.[5]
- Danny DeVito como Max Medici, el maestro de ceremonias y dueño de un pequeño circo en apuros adquirido por V.A. Vandevere.[6]
- Nico Parker como Milly Farrier, hija de Holt.
- Finley Hobbins como Joe Farrier, hijo de Holt.
- Deobia Oparei como Rongo el Fuerte.[7]
- Joseph Gatt como Neils Skellig.
- Michael Buffer como Baritone Bates, el maestro de ceremonias de Dreamland
- Frank Bourke como Puck.
- Jo Osmond como Circus Cook.
- Alan Arkin es J. Griffin Remington, un magnate de Wall Street.
- Sharon Rooney como Miss Atlantis.

## Estreno
Dumbo fue estrenada el 29 de marzo de 2019 en 2D, 3D e IMAX 3D por Walt Disney Studios Motion Pictures. Tuvo críticas mixtas a negativas y fue un fracaso de taquilla. 46% en Rotten Tomatoes.